# Joan Bennett
Joan Bennett (Palisades, Nova Jersey, 27 de febrer de 1910 - Scarsdale, Nova York, 7 de desembre de 1990) fou una actriu de cinema, teatre i televisió estatunidenca. Era filla dels actors Richard Bennet i Adrianne Morrison, i germana de les també actrius Constance i Barbara.

## Carrera cinematogràfica
Els seus primers passos van ser amb papers secundaris, fins que el 1929 va aparèixer a la pel·lícula de F. Richard Jones Bulldog Drummond al costat de Ronald Colman, nominat a l'Oscar.
El 1926 va contreure matrimoni amb John Marion Fox, de qui es divorciaria el 1928. El 1932 va tornar a casar-se, aquesta vegada amb el guionista i productor Gene Markey (fins al 1938). Durant aquells anys va fer-se un nom amb pel·lícules com Me and My Gal (1932), de Raoul Walsh, Little Women (1933), de George Cukor, Wedding Present (1936), de Richard Wallace, la comèdia al costat de Cary Grant Big Brown Eyes (1936) o La fugitiva dels tròpics (Trade Winds, 1938), de Tay Garnett, amb la qual va conquerir mig món convertint-la en femme fatale amb el canvi del color del seu cabell ros platí a morè.
El 1940 va contreure matrimoni amb el  productor Walter Wanger. En aquella època assoliria la fama cinematogràfica gràcies al director alemany de cinema negre Fritz Lang, amb pel·lícules com Man Hunt (1941), La dona del quadre (1944), Perversitat (1945), remake estatunidenc de la pel·lícula La golfa (1931, Jean Renoir) i Secret Beyond the Door (1948).
El 1950 Vincente Minnelli la va dirigir en la comèdia El pare de la núvia i la seva continuació, Father's Little Dividend (1951), al costat de Spencer Tracy i Elizabeth Taylor.
Aquell mateix any, i al cim de la fama, el seu marit Walter, en un atac de gelosia, va disparar contra l'agent de Joan, Jennings Lang, ferint-lo a l'engonal. Aquest escàndol la va apartar de la carrera cinematogràfica, fent-la actuar principalment al teatre i la televisió. El setembre de 1965 es divorciaria de Wanger, amb qui va tenir una filla: Stephanie Guest. El 1978 es casaria per quarta vegada, aquest cop amb David Wilde.
Fou nominada a l'Emmy a la Millor Actriu per Dark Shadows (1966).
Va morir el 7 de desembre de 1990 a Scarsdale (Nova York), a causa d'un atac de cor.

## Filmografia
| Any  | Títol                                                    | Paper                             | Notes                     |
| ---- | -------------------------------------------------------- | --------------------------------- | ------------------------- |
| 1916 | The Valley of Decision                                   | ànima venidora                    |                           |
| 1923 | The Eternal City                                         | Page                              |                           |
| 1928 | Power                                                    | una dama                          |                           |
| 1929 | The Divine Lady                                          | extra                             |                           |
| 1929 | Bulldog Drummond                                         | Phyllis Benton                    |                           |
| 1929 | Three Live Ghosts                                        | Rose Gordon                       |                           |
| 1929 | Disraeli                                                 | Lady Clarissa Pevensey            |                           |
| 1929 | The Mississippi Gambler                                  | Lucy Blackburn                    | amb Joseph Schildkraut    |
| 1930 | Puttin' on the Ritz                                      | Delores Fenton                    | amb Harry Richman         |
| 1930 | Crazy That Way                                           | Ann Jordan                        |                           |
| 1930 | Moby Dick                                                | Faith Mapple, his beloved         | amb John Barrymore        |
| 1930 | Maybe It's Love                                          | Nan Sheffield                     |                           |
| 1930 | Scotland Yard                                            | Xandra, Lady Lasher               |                           |
| 1931 | Many a Slip                                              | Pat Coster                        |                           |
| 1931 | Doctors' Wives                                           | Nina Wyndram                      | amb Warner Baxter         |
| 1931 | Hush Money                                               | Joan Gordon                       | amb Hardie Albright       |
| 1932 | She Wanted a Millionaire                                 | Jane Miller                       | amb Spencer Tracy         |
| 1932 | Careless Lady                                            | Sally Brown                       |                           |
| 1932 | The Trial of Vivienne Ware                               | Vivienne Ware                     |                           |
| 1932 | Week Ends Only                                           | Venetia Carr                      | amb Ben Lyon              |
| 1932 | Wild Girl                                                | Salomy Jane                       | amb Charles Farrell       |
| 1932 | Me and My Gal                                            | Helen Riley                       | amb Spencer Tracy         |
| 1933 | Arizona to Broadway                                      | Lynn Martin                       | amb James Dunn            |
| 1933 | Little Women                                             | Amy                               | amb Katharine Hepburn     |
| 1934 | The Pursuit of Happiness                                 | Prudence Kirkland                 |                           |
| 1934 | The Man Who Reclaimed His Head                           | Adele Verin                       |                           |
| 1935 | Private Worlds                                           | Sally MacGregor                   | amb Claudette Colbert     |
| 1935 | Mississippi                                              | Lucy Rumford                      | amb Bing Crosby           |
| 1935 | Two for Tonight                                          | Bobbie Lockwood                   | amb Bing Crosby           |
| 1935 | She Couldn't Take It                                     | Carol Van Dyke                    | amb George Raft           |
| 1935 | The Man Who Broke the Bank at Monte Carlo                | Helen Berkeley                    | amb Ronald Colman         |
| 1936 | Big Brown Eyes                                           | Eve Fallon                        | amb Cary Grant            |
| 1936 | Thirteen Hours by Air                                    | Felice Rollins                    | amb Fred MacMurray        |
| 1936 | Two in a Crowd                                           | Julia Wayne                       | amb Joel McCrea           |
| 1936 | Wedding Present                                          | Monica "Rusty" Fleming            | amb Cary Grant            |
| 1937 | Vogues of 1938                                           | Wendy Van Klettering              | amb Warner Baxter         |
| 1938 | I Met My Love Again                                      | Julie                             | amb Henry Fonda           |
| 1938 | The Texans                                               | Ivy Preston                       | amb Randolph Scott        |
| 1938 | Artists and Models Abroads                               | Patricia Harper                   | amb Jack Benny            |
| 1938 | Trade Winds                                              | Kay Kerrigan                      | amb Fredric March         |
| 1939 | L'home de la màscara de ferro (The Man in the Iron Mask) | Princess Maria Theresa            | amb Louis Hayward         |
| 1939 | The Housekeeper's Daughter                               | Hilda                             | amb Adolphe Menjou        |
| 1940 | Green Hell                                               | Stephanie Richardson              | amb Douglas Fairbanks, Jr |
| 1940 | The House Across the Bay                                 | Brenda Bentley                    | amb George Raft           |
| 1940 | The Man I Married                                        | Carol Hoffman                     | amb Francis Lederer       |
| 1940 | El fill de Monte Cristo (The Son of Monte Cristo)        | Gran Duquessa Zona de Lichtenburg | amb Louis Hayward         |
| 1941 | She Knew All the Answers                                 | Gloria Winters                    | amb Franchot Tone         |
| 1941 | Man Hunt                                                 | Jerry Stokes                      | amb Walter Pidgeon        |
| 1941 | Wild Geese Calling                                       | Sally Murdock                     | amb Henry Fonda           |
| 1941 | Confirm or Deny                                          | Jennifer Carson                   | amb Don Ameche            |
| 1942 | The Wife Takes a Flyer                                   | Anita Woverman                    | amb Franchot Tone         |
| 1942 | Twin Beds                                                | Julie Abbott                      | amb George Brent          |
| 1942 | Girl Trouble                                             | June Delaney                      | amb Don Ameche            |
| 1943 | Margin of Error                                          | Sophia Baumer                     | amb Milton Berle          |
| 1944 | La dona del quadre                                       | Alice Reed                        | amb Edward G. Robinson    |
| 1945 | Nob Hill                                                 | Harriet Carruthers                | amb George Raft           |
| 1945 | Perversitat                                              | Katharine "Kitty" March           | amb Edward G. Robinson    |
| 1946 | Colonel Effingham's Raid                                 | Ella Sue Dozier                   | amb Charles Coburn        |
| 1947 | The Macomber Affair                                      | Margaret Macomber                 | amb Gregory Peck          |
| 1947 | The Woman on the Beach                                   | Peggy                             | amb Robert Ryan           |
| 1948 | Secret Beyond the Door...                                | Celia Lamphere                    | amb Michael Redgrave      |
| 1948 | La cicatriu (Hollow Triumph)                             | Evelyn Hahn                       | amb Paul Henreid          |
| 1949 | The Reckless Moment                                      | Lucia Harper                      | amb James Mason           |
| 1950 | El pare de la núvia                                      | Ellie Banks                       | amb Spencer Tracy         |
| 1950 | For Heaven's Sake                                        | Lydia Bolton                      | amb Robert Cummings       |
| 1951 | Father's Little Dividend                                 | Ellie Banks                       | amb Spencer Tracy         |
| 1951 | The Guy Who Came Back                                    | Kathy Joplin                      | amb Paul Douglas          |
| 1954 | Highway Dragnet                                          | Mrs. Cummings                     | amb Richard Conte         |
| 1955 | We're No Angels                                          | Amelie Ducotel                    | amb Humphrey Bogart       |
| 1956 | There's Always Tomorrow                                  | Marion Groves                     | amb Barbara Stanwyck      |
| 1956 | Navy Wife                                                | Peg Blain                         | amb Gary Merrill          |
| 1960 | Desire in the Dust                                       | Mrs. Marquand                     | amb Raymond Burr          |
| 1970 | House of Dark Shadows                                    | Elizabeth Collins Stoddard        |                           |
| 1977 | Suspiria                                                 | Madame Blanc                      |                           |